# سیارک ۱۴۶۵۴
سیارک ۱۴۶۵۴ (به انگلیسی: 14654 Rajivgupta، نامگذاری:1998YV16) چهارده هزار و ششصد و پنجاه و چهارمین سیارک کشف شده‌است که در ۲۲ دسامبر ۱۹۹۸ کشف شد.
قدر مطلق سیارک برابر ۲۹.۵ است.